# 田園のエイリアン
田園のエイリアン（でんえんのエイリアン）は、関西テレビが制作し、1989年8月20日に放送されたテレビドラマ。

## キャスト
- ヒロシ：鳥谷有一
- ヒロシの父：間寛平
- ユウ：堂本直宏（堂本剛）
- 草太：寺田卓司
- 武志：甲斐康博
- 浜裕二
- 志乃原良子

## スタッフ
- 脚本：小池康生
- プロデューサー：林宏樹
- 演出：濱星彦
- 制作：関西テレビ